# Haplogrupo L3 (ADNmt)

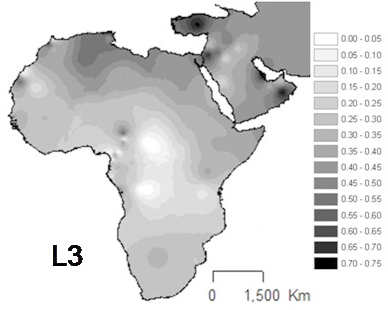
Distribución espacial proyectada del haplogrupo L3 en África y la Península Arábiga.

El Haplogrupo L3 es un macrohaplogrupo mitocondrial humano que se encuentra muy extendido por toda África, conformando allí más de un cuarto de la población y es típico entre los nigero-congoleños, especialmente en África Oriental. 

## Origen
Tiene una antigüedad aproximada de unos 70 000 a 80 000 años. Se cree que se originó en África Oriental debido a que hay alta frecuencia en esta región, encontramos la mayor diversidad en Etiopía y porque desde allí parten los clados que formaron parte de la gran migración fuera de África. Según su distribución, encontramos la mayor frecuencia entre bantúes de Tanzania.

## Eva eurasiática
L3 representa la migración inicial de los humanos modernos afuera de África, lo que equivale a considerarlo como la Eva eurasiática, pues es el haplogrupo ancestral de todos los haplogrupos de Eurasia, y en consecuencia también de Oceanía y América.
Sus haplogrupos descendientes conforman una enorme población desperdigada en todos los continentes. Estos linajes incluyen los macrohaplogrupos M* y N* (y sus derivados).

## Distribución
El macrohaplogrupo L3* es un clado que si le descontamos sus descendientes M y N, nos queda el grupo parafilético o paragrupo L3, el cual está extendido en toda África y parte del Cercano Oriente. Hay frecuencias importantes en bantúes como los sukuma con 62-73 % y los turu con 31 % (Tanzania). Es importante en África Occidental, especialmente en Níger/Nigeria con 47 %. En la expansión bantú, destaca el haplogrupo L3e (además de varios subclados de L2 y L0a).

### Subclados
Los grupos principales derivados y su distribución son los siguientes:
- Haplogrupo L3 (769, 1018, 16311)
  - L3a (152, 12816, 16316): En África Oriental, principalmente en Etiopía[7]
  - L3b'f: 15944d
    - L3b (3450, 5773, 6221, 9449, 10086, 13914A, 15311, 15824, 15944d, 16124, 16278, 16362): Especialmente en África Occidental, llegando a 13 % en Níger/Nigeria.[5] En Kenia 11 %.
      - L3b1: África Occidental, Norte de África y Cercano Oriente.
      - L3b2: África Occidental.

    - L3f (3396, 4218, 15514, 15944d, 16209, 16519): Diversificado en Chad y Etiopía, ya que ahí se presentan los subclados L3f1a, L3f1b, L3f2 y L3f3. En Etiopía se encontró en un 5 %.[8]
      - L3f1b: Extendido en toda África y Cercano Oriente.

  - L3c'd'j: 152, 13105
    - L3c: En África Oriental, judíos etíopes y judíos yemenitas.[7]
    - L3d (5147, 7424, 8618, 13886, 14284, 16124): África centro-occidental, en Chad, en los fulani. También en Etiopía, Mozambique y Yemen[9] En Níger/Nigeria 12 % y en bantúes del África Oriental 10 %.
      - L3d1: Muy extendido. Especialmente en África del Norte, África Occidental y Yemen.[7]
      - L3d2: Poco en Burkina Faso.
      - L3d3: Extendido. Especialmente en los herero.

    - L3j: En África Oriental, Sudán.[7]

  - L3e'i'k'x: 150, 10819
    - L3e (2352, 14212): Importante frecuencia del 19 % en la población bantú del África Oriental,[10] del 15 % en Mozambique, Cabo Verde y Nigeria, y 12 % en los san.[5] Extendido en África Occidental, Norte de África, África Central, Sudán, África Oriental y África Austral. Típico en los bantúes y afroamericanos del Brasil y Caribe, con un probable origen en África Central u Oriental hace 46 000 años.[11]
      - L3e1: Está en Argelia, Camerún, Angola, Mozambique, Sudán, Kenia y Yemen. También en árabes (especialmente palestinos), en Chad y Sudáfrica.[7]
      - L3e2: En bantúes de Gabón. Especialmente en Burkina Faso, también en Guinea Bissau, Egipto y Omán.
      - 750!
        - L3e3: Especialmente en África Oriental.
        - L3e5: Especialmente en el Norte de África. Árabes marroquíes, sur de Marruecos, bereberes y en Argelia.[12] Originado en el Chad, está también en Burkina Faso, Nigeria, sur de Túnez, Egipto, Libia y Etiopía.

    - L3i: África Oriental, Etiopía[9]
      - L3i1: Encontrado en Sudán, Etiopía y Yemen.[7]
      - L3i2 (antes L3w): En Etiopía y Omán.

    - L3k: Norte de África[7]
    - L3x: (3483, 5899.1C, 6401, 8311, 8817, 13708, 16169): En Etiopía (oromos),[9] Somalia y Egipto.
      - L3x1: En judíos de Etiopía y Yemen.[7]
      - L3x2: En Etiopía y Cercano Oriente.

  - L3h (7861, 9575): África Oriental, Etiopía[9]
    - L3h1: Extendido en Etiopía, Chad, África del Norte y Cercano Oriente.[7]
    - L3h2: Encontrado en Etiopía.

  - M*: Originado en la India y predominante en Eurasia Oriental.
  - N*: Muy disperso por todos los continentes.
    - R*: Predominante en Eurasia Occidental.